# Nietków (przystanek kolejowy)
Nietków – przystanek osobowy w Nietkowie na linii kolejowej nr 358 Zbąszynek – Gubin, w województwie lubuskim w Polsce.

## Wymiana pasażerska
| Rok  | Wymiana pasażerska na dobę |
| ---- | -------------------------- |
| 2017 | –                          |
| 2022 | 0-9                        |